# Shaba-Buschviper
Die Shaba-Buschviper (Atheris katangensis) ist eine Art der an das Baumleben angepassten Buschvipern (Atheris) innerhalb der Vipern (Viperidae). Ihr Verbreitungsgebiet ist auf die Shaba-Provinz, heute Katanga, im Zentrum der Demokratischen Republik Kongo begrenzt.

## Merkmale
Die Shaba-Buschviper ist eine kleine Vipernart mit einer Körperlänge von etwa 40 cm. Die Grundfarbe ist lila- bis gelbbraun mit einer Zeichnung aus paarigen Linien, die vom Kopf zum Schwanz über den Rücken führen und in ihrer Färbung leicht variieren. Diese können in Zickzackmuster aufgelöst sein. Die Bauchseite und der Schwanz sind gelb.
Der Kopf ist flach und dreieckig mit einer abgerundeten Schnauzenregion. Er ist deutlich vom schlanken Körper abgesetzt und mit kleinen, gekielten Schuppen besetzt. Um die Körpermitte liegen 24 bis 31 Schuppenreihen aus stark gekielten Schuppen. Der Schwanz ist kurz und besitzt bei den Männchen 45 bis 59 und bei den Weibchen 38 bis 42 Unterschwanzschilde (Subcaudalia).

## Verbreitung und Lebensraum
Die Shaba-Buschviper wurde bislang nur in der Shaba-Provinz im südlichen Zaire gefunden. Die Sammlungen stammen aus Waldgebieten im Bereich von Flüssen in Höhenlagen von 1.200 bis 1.500 Metern.